# Cotton Plant (Arkansas)
Cotton Plant ist eine City im südlichen Woodruff County, Arkansas, USA.

## Geschichte
Als im Jahr 1820 zum ersten Mal Siedler aus Nachbarstaaten in das Gebiet von Cotton Plant kamen, war es mit dichtem Wald und Binsen bedeckt. Als an der Stelle des heutigen Cotton Plant eine kleine Stadt Gestalt annahm, gaben diese Siedler ihrer neuen Gemeinde zunächst den Namen Richmond.
William Lynch brachte 1846 Baumwollsamen aus Mississippi mit, und die neue Ernte blühte auf. Die Gemeinde war gezwungen, ihren Namen in Cotton Plant zu ändern, da im Little River County bereits eine Gemeinde namens Richmond registriert war.
Am 7. Juli 1862 lieferten sich Einheiten der Konföderierten und Einheimische ein Gefecht mit Unionstruppen, ein letzter verzweifelter Versuch der Konföderierten, Samuel Curtis’ Marsch nach Helena zu stoppen. Die Konföderierten wurden deutlich geschlagen, so dass Curtis und seine Armee schließlich Helena einnehmen, seine Armee mit Nachschub versorgen und im folgenden Jahr Little Rock einnehmen konnten.
Eine neue Linie der Batesville and Brinkley Railroad belebte 1881 die Wirtschaft von Cotton Plant. Die im Jahr 1908 fertiggestellte Missouri and North Arkansas Railroad leitete den Aufstieg der Holzindustrie rund um Cotton Plant ein.
Cotton Plant wurde von der Weltwirtschaftskrise und den Folgen des Zweiten Weltkriegs schwer getroffen, erholte sich jedoch in den 1950er Jahren.

## Persönlichkeiten
- Pearl Peden Oldfield (1876–1962), Politikerin[1]
- Rosetta Tharpe (1915–1973), Gospel-, Jazz- und Blues-Sängerin und Gitarristin[1][2][3]
- Peetie Wheatstraw (1902–1941), Blues-Pianist, Gitarrist, Sänger und Songwriter[2]